# Jordania
Jordania (arab. ‏الأردن‎, trb. Al-Urdunn), pełna nazwa: Haszymidzkie Królestwo Jordanii (arab. ‏المملكة الأردنية الهاشمية‎, trans. Al-Mamlaka al-Urdunnijja al-Haszimijja) – państwo położone w Azji, w regionie Bliskiego Wschodu, ze stolicą w Ammanie.
Graniczy z Izraelem (238 km), Palestyną (Zachodnim Brzegiem Jordanu; 97 km), Syrią (375 km), Irakiem (181 km) i Arabią Saudyjską (744 km). Łączna długość granic wynosi 1635 km. Jordania posiada ograniczony dostęp do Morza Czerwonego poprzez Zatokę Akaba. Długość wybrzeża morskiego wynosi 26 km.
Jordania jest monarchią konstytucyjną. Obecnie panującym królem jest Abdullah II.

## Geografia
Jordania to kraj wyżynny, większość terenu zajmują równiny położone na wys. 700–1000 m n.p.m. Najwyższym wzniesieniem jest Dżabal Umm ad-Dami (1854 m n.p.m.) położony w górach Dżabal-asz-Szara na południowym zachodzie kraju. Przy zachodniej granicy znajduje się najniższe miejsce – depresja Morza Martwego 438 m p.p.m. Południowa część kraju to półpustynie noszące nazwy Moab i Idumea, na wschodzie rozciąga się pustynia Harra z dominującymi rozległymi pokrywami czarnych law wulkanicznych. Jedynie północno-zachodnia część kraju posiada warunki naturalne sprzyjające rozwojowi osadnictwa umożliwiające prowadzenie upraw bez sztucznego nawadniania. Przeważa klimat zwrotnikowy-kontynentalny suchy. Wyjątkiem są północno-zachodnie krańce, gdzie klimat jest umiarkowany kontynentalny. Sieć rzeczną reprezentuje Jordan i jego główne dopływy. Spotyka się również rzeki okresowe. Niedobór wody to jeden z głównych problemów kraju – jedynym większym słodkowodnym akwenem jest sztuczny zbiornik King Talal na rzece Az-Zarka. Świat flory i fauny jest dosyć ubogi. Roślinność tworzą m.in. suche kolczaste krzewy, bylice, jaśminy, platany. Sporadycznie na pn.-zach. spotyka się lasy z sosną alepską i dębem. Faunę reprezentują gatunki pustynne i stepowe. Większe ssaki to oryksy arabskie, szakale złociste, gazele i karakale (rysie stepowe).

## Historia
Pierwsze państwa na terenie dzisiejszej Jordanii pojawiły się co najmniej w XIII wieku p.n.e. Zamieszkiwały je semickie plemiona Ammonitów, Edomitów i Moabitów W X wieku p.n.e. ziemie te podbiło królestwo izraelskie. Następnie wchodziły one w skład imperium asyryjskiego, Babilonii, Persji, imperium Seleucydów. Na południu kraju istniało od VI w. p.n.e. państwo Nabatejczyków, które podbite przez Rzymian w II w n.e., podobnie jak cała Jordania, przez krótki czas należało do Palmyry. Po podziale cesarstwa rzymskiego kraj stał się częścią Bizancjum. Od V wieku w Jordanii żyli chrześcijańscy Arabowie – Ghassanidzi, którzy byli sojusznikami Bizancjum. W drugiej połowie lat 30. VII wieku dzisiejszą Jordanię podbili Arabowie i stała się ona częścią muzułmańskiego kalifatu. W roku 1099 weszła na kilkadziesiąt lat w skład Królestwa Jerozolimy. Później była w rękach egipskich mameluków. W latach 1517–1918 terenami tymi rządzili Osmanowie.
W 1921 roku Wielka Brytania, która zdołała uzyskać od Ligi Narodów mandat nad tym terytorium, stworzyła na wschód od rzeki Jordan emirat Transjordanii. W 1945 Transjordania przystąpiła do Ligi Arabskiej. 25 maja 1946 Emirat Transjordanii formalnie uzyskał od Wielkiej Brytanii pełną niezależność i ogłosił niepodległość jako Królestwo Transjordanii. Jordania stała się królestwem rządzonym przez Abd Allaha ibn Husajna. Dwa lata później w reakcji na utworzenie Izraela wojska jordańskie zaatakowały nowo powstałe państwo i zajęły Zachodni Brzeg (Cisjordanię) oraz Stare Miasto w Jerozolimie. Po zajęciu Zachodniego Brzegu i Wschodniej Jerozolimy Abdullah usiłował zdusić wszelkie ślady tożsamości narodowej palestyńskich Arabów. W odpowiedzi na to 8 września 1948 Liga Arabska prowadzona przez Egipt ogłosiła utworzenie w Strefie Gazy rządu Całej Palestyny. W 1949 roku podpisano zawieszenie broni, które de facto oznaczało porażkę Jordanii, gdyż było dla niej mniej korzystnie niż wcześniejsze ustalenia ONZ. W 1950 ogłoszono utworzenie Jordańskiego Królestwa Haszymidzkiego, do którego włączono nowo zdobyte ziemie palestyńskie czego nie uznały inne państwa arabskie. W tym czasie znacznie wzrosły wpływy palestyńskie. Palestyńczycy w chwili ogłoszenia utworzenia królestwa stanowili aż 2/3 całej ludności Jordanii. Lepiej wykształceni i zorganizowani Palestyńczycy nie byli chętni do uznania zwierzchnictwa monarchii haszymickiej. Popularne wśród nich były idee panarabskie a król Abd Allah postrzegany był przez Palestyńczyków jako jeden ze sprawców klęski Arabów w walce z Izraelem. W latach 50. XX wieku wśród palestyńskich uchodźców w Jordanii ukształtowały się organizacje niepodległościowe: Al-Fatah (Palestyński Ruch Wyzwolenia Narodowego) i Ruch Arabskich Nacjonalistów który przekształcił się w Ludowy Front Wyzwolenia Palestyny. Od początku przynależności Zachodniego Brzegu do Jordanii Palestyńczycy tworzyli zbrojne oddziały, które następnie dokonywały na terytorium Izraela aktów dywersji, atakowały pojazdy, posterunki wojskowe lub kibuce. Skutki działań militarnych Palestyńczyków były znikome. Czyniąc starania o konsolidację społeczeństwa i ukształtowanie jednego narodu jordańskiego, jordański monarcha nie brał pod uwagę odrębnej tożsamości Palestyńczyków i dążył do asymilacji mieszkańców Zachodniego Brzegu a państwo faworyzowało rdzennych Jordańczyków w dostępie do stanowisk publicznych. Polityka ta doprowadziła do zamachu na króla w roku 1951; Abd Allah został zamordowany przez Palestyńczyka Mustafę Szukriego Aszu.
Władzę po Abd Allahu przejął jego syn Talal, chory na schizofrenię. W związku z tym w 1953 władzę objął jego syn Husajn ibn Talal. W latach 1956–1958 doszło do konfliktu politycznego z Wielką Brytanią i z Jordanii wydalono oficerów brytyjskich. W 1958 roku utworzono krótkotrwały twór o nazwie Federacja Arabska. Federacja utworzona została 14 lutego 1958 roku jako unia królestw haszymidzkich, mająca być przeciwwagą dla utworzonej dwa tygodnie wcześniej z połączenia Egiptu i Syrii Zjednoczonej Republiki Arabskiej. Głową federacji został król Iraku Fajsal II. Zacieśnienie federacji uniemożliwił przewrót wojskowy w Iraku 14 lipca, w wyniku którego obalono monarchię i proklamowano republikę. Oficjalnie rozwiązano ją 2 sierpnia 1958 roku, a Jordania ponownie stała się odrębnym krajem. Król Jordanii deklarował wrogość wobec Izraela i sympatię dla tych państw arabskich, które określały się jako antyamerykańskie. Równocześnie utrzymywał w mocy sojusz z USA i Wielką Brytanią. Ten dwuznaczny kurs miał zapewnić przetrwanie wciąż niepewnej monarchii haszymickiej. W lutym 1960 Husajn nadał wszystkim Palestyńczykom obywatelstwo Jordanii, zakazując równocześnie manifestowania różnic między Palestyńczykami a Jordańczykami.
Do 1967 król Husajn rywalizował o wpływy na ruch palestyński z prezydentem Egiptu Gamalem Abdel Naserem, który był wówczas bardziej popularny wśród Palestyńczyków niż jakikolwiek polityk palestyński. Palestyńczycy wierzyli w antyizraelską retorykę prezydenta Egiptu i jego zapewnienia o możliwości stworzenia „niepodległej Palestyny”. W rzeczywistości Abdel Naser zwiększył w 1963 zainteresowanie sprawą palestyńską. Media egipskie zaprzestały atakowania jordańskiej monarchii – w zamian za to król Husajn zgodził się, by na terytorium jego kraju ukształtował się niezależny ruch palestyński. Rezultatem tych uzgodnień było utworzenie Organizacji Wyzwolenia Palestyny, której bazą wypadową uczyniono Jordanię. Zastrzeżono również, że w razie konfliktów między władzami jordańskimi a formacjami palestyńskimi mediatorem będzie Egipt, co faktycznie dawało mu możliwość ingerowania w sprawy wewnętrzne Jordanii. Początkowo jednak współpraca OWP z królem Husajnem układała się pomyślnie, a monarcha zaczął być akceptowany przez Palestyńczyków.
Z czasem OWP wysuwała pod adresem króla Husajna coraz dalej idące postulaty, co powodowało rozłam w ich wzajemnych relacjach. W lutym 1965 Husajn mianował premierem Wasfiego at-Talla, przeciwnika naseryzmu, usuwając z tego stanowiska sympatyzującego z Egiptem Bahdżata at-Talhuniego. At-Tall odrzucił kolejne żądania OWP. Egipska mediacja nie przyniosła efektów a stosunki egipsko-jordańskie uległy pogorszeniu, stosunki między OWP a królem nadal się pogarszały, a sympatie Palestyńczyków w tym sporze były po stronie ich organizacji. Na załamywanie się dobrych relacji między organizacją a państwem jordańskim miały również wpływ antyizraelskie działania zbrojne Palestyńczyków, które pociągały za sobą izraelskie ataki odwetowe.
W takich okolicznościach 13 listopada 1966 wojska izraelskie weszły do wsi As-Samu na Zachodnim Brzegu, zabijając znaczną liczbę cywilów oraz kilkunastu żołnierzy jordańskich. Władze Jordanii zaczęły obawiać się, że Izrael może wkroczyć na cały Zachodni Brzeg; Jordania nie byłaby w stanie obronić tego terytorium. Po wydarzeniach w As-Samu w miastach Zachodniego Brzegu ponownie wybuchły antyrządowe zamieszki, których palestyńscy uczestnicy żądali, by władzę w tym regionie oddać przedstawicielom OWP. Bardziej radykalni żądali nawet, by Husajn abdykował. Wystąpienia zostały stłumione, a w lutym 1967 Jordania i Egipt przestały utrzymywać stosunki dyplomatyczne.
Wiosną 1967 Husajn dokonał jednak kolejnego zwrotu w polityce zagranicznej. 21 maja zaproponował Abdel Naserowi zawarcie sojuszu, a 30 maja podpisał w Kairze „Porozumienie o wspólnej obronie”, które nie tylko zapowiadało wspólną walkę obu państw z Izraelem, ale także podporządkowywało siły jordańskie egipskiemu dowództwu. Król zamierzał w ten sposób odzyskać popularność wśród Palestyńczyków (którzy oczekiwali nowej wojny z Izraelem z nadzieją i optymizmem), a także przeciwdziałać spodziewanej inwazji izraelskiej na Zachodni Brzeg. Wojna sześciodniowa (5–10 czerwca 1967) zakończyła się całkowitą klęską Arabów. Siły jordańskie zostały rozbite, a Zachodni Brzeg 8 czerwca opanowany przez przeciwników. Z zajętych przez Izrael terenów uciekło do Jordanii kolejne 400 tysięcy Palestyńczyków (w 1949 przybyło tu ok. 400 tys. ludzi z terenów zajętych przez Izrael).
Przegrana Jordanii w wojnie sześciodniowej doprowadziła do dalszej radykalizacji palestyńskich grup niepodległościowych. OWP coraz bardziej zaczęła akcentować swoją władzę wśród Palestyńczyków, która zaczęła tworzyć „państwo w państwie”. Równocześnie swoje wpływy wśród Palestyńczyków starały się na mniejszą skalę budować Irak i Syria, a z ich inspiracji powstały kolejne ugrupowania polityczno-wojskowe, odpowiednio „Arabski Front Wyzwolenia” oraz As-Sa’ika.
Celem Jordanii po wojnie sześciodniowej było odzyskanie Zachodniego Brzegu (państwo nie uznało faktycznej utraty tego terytorium), toteż organizacjom palestyńskimi ponownie pozwolono na aktywną działalność, w tym na utworzenie obozów w dolinie Jordanu i wznowienie antyizraelskich akcji zbrojnych. Przebieg wojny sześciodniowej sprawił jednak, że działacze palestyńscy doszli do przekonania, że powstanie „niepodległej Palestyny” będzie możliwe jedynie drogą „wojny ludowej” – samodzielnych działań partyzanckich. Zamierzali prowadzić w pełni niezależne działania zbrojne mimo faktu, że ich organizacje były zależne od ich materialnego wsparcia. Dopuścili także możliwość atakowania krajów, które ich gościły, jeśli uznali to za korzystne dla własnych celów.
Do końca 1967 i w 1968 Palestyńczycy, atakując Izrael, nadal jednak współpracowali z wojskami jordańskimi. 21 marca 1968 jordańska artyleria uratowała od rozbicia główny obóz Al-Fatah w Al-Karamie, co palestyńska propaganda ukazywała następnie jako zwycięską bitwę, w której główną rolę przypisano partyzantom - to oni rzekomo mieli przyjść z pomocą nieudolnie walczącym Jordańczykom. W ciągu kolejnych miesięcy zbrojne formacje palestyńskie przyciągnęły kilkanaście tysięcy ochotników.
Palestyńskie organizacje, uzyskujące bezpośrednią pomoc z ZSRR, zaczęły ulegać coraz większej radykalizacji w duchu lewicowym. Ich przywódcy doszli również do przekonania, że monarchia jordańska jest słaba i może zostać łatwo obalona. Niektórzy, jak George Habasz, twierdzili wprost, że walka z Haszymitami jest obowiązkiem Palestyńczyków tak samo, jak dążenie do zniszczenia Izraela.
W listopadzie 1968 doszło do pierwszych starć między oddziałami armii jordańskiej a formacjami palestyńskimi. Napięcia jordańsko-palestyńskie podsycała Syria, rządzona od 1963 przez arabskich nacjonalistów. Król Husajn początkowo starał się uniknąć wojny domowej. Nadal sądził, że sojusz z Egiptem i Syrią, a także wspieranie formacji palestyńskich pomoże wygrać nową wojnę z Izraelem i zdobyć Zachodni Brzeg. Miał również na uwadze fakt, że wojsko jordańskie musiało dopiero zostać odtworzone po wojnie sześciodniowej. Dlatego w 1969 de facto pogodził się z opanowaniem przez organizacje palestyńskie obozów dla uchodźców na przedmieściach Ammanu i ich wzmożoną aktywnością na północy kraju. Ostatecznie uznał jednak, że działalność Palestyńczyków przynosi Jordanii większe straty niż korzyści. Latem 1970 palestyńskie formacje ponownie dopuszczały się ataków na urzędników państwowych i jordańską policję, anarchizując sytuację w największych miastach kraju.
26 lipca 1970 roku Jordania zgodziła się na drugi plan pokojowy Williama Rogersa, który zakładał trzymiesięczny rozejm izraelsko-arabski, a także wycofanie się przez Izrael z ziem zajętych w toku wojny sześciodniowej. Takie rozwiązanie całkowicie satysfakcjonowało Husajna, natomiast było nie do przyjęcia dla organizacji palestyńskich. Bojówki palestyńskie w sierpniu 1970 ponownie zorganizowały serię zamachów na jordańskich urzędników, starając się całkowicie opanować sytuację w miastach. 1 września 1970 w Ammanie ostrzelany został konwój samochodów, w którym poruszał się król (nie wiadomo jednak, czy był to zaplanowany zamach). Wydarzenie to ostatecznie przekonało Husajna, że palestyńskie formacje działają na szkodę Jordanii i muszą zostać z niej usunięte. 6 września 1970 członkowie Ludowego Frontu Wyzwolenia Palestyny dokonali porwania czterech samolotów w Europie i jednego w Bahrajnie (kolejne porwanie zostało udaremnione), a trzy z nich skierowali na pustynne lotnisko Dawson’s Field na terenie Jordanii. Większość pasażerów została uwolniona, jednak 54 z nich Palestyńczycy zatrzymali w Ammanie, zaś puste samoloty wysadzili w powietrze. Akt ten miał być demonstracją siły Palestyńczyków i słabości Jordanii. Również na początku września 1970 wizytę w Jordanii odbyli przywódcy As-Sa’iki, zapewniając, że OWP może liczyć na pomoc syryjską. Jedenaście dni po porwaniu samolotów palestyńscy działacze ogłosili w Irbidzie powstanie rządu ludowego. Przywódcy LFWP obwieścili, że „na terenie północnej Jordanii powstało wyzwolone terytorium palestyńskie”.

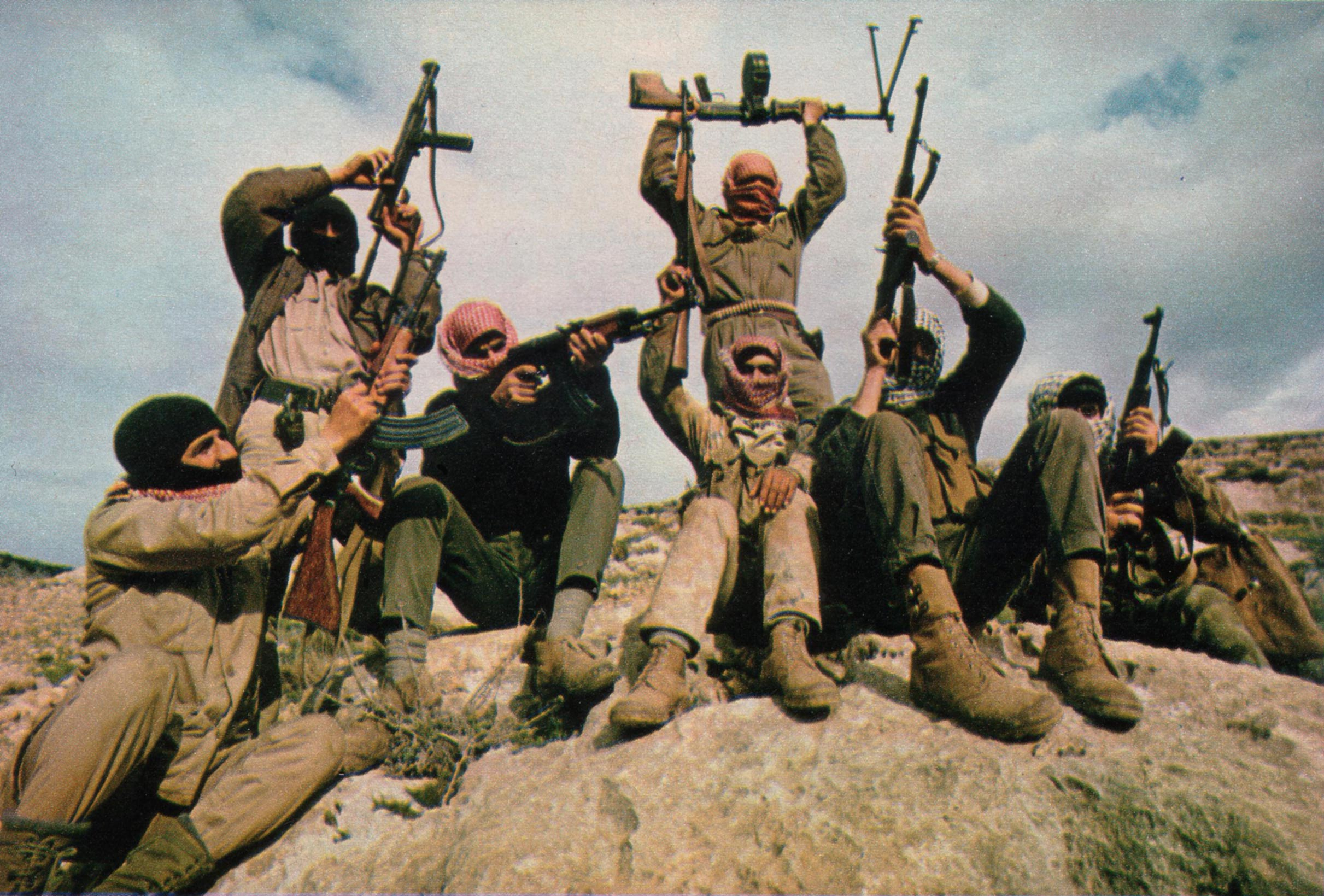
Bojownicy Ludowego Frontu Wyzwolenia Palestyny w Jordanii, 1969

Król Husajn nakazał armii jordańskiej uderzenie na obozy dla uchodźców pod Ammanem, a 16 września ogłosił powstanie rządu wojskowego z Muhammadem Dawudem al-Abbasim na czele. Walki w obozach przeciągnęły się dłużej, niż zakładał król, trwały bowiem jedenaście dni, jednak zgodnie z jego oczekiwaniami zakończyły się całkowitym sukcesem sił rządowych. OWP twierdziła następnie, że w walkach poległo 3,5 tys. Palestyńczyków. Stolica znalazła się pod kontrolą sił jordańskich. W czasie wojny domowej Palestyńczykom udzieliła pomocy Syria, wysyłając im znaczną ilość broni. Celem tej pomocy nie było jednak obalanie monarchii jordańskiej, ale utworzenie przy granicy niewielkiego terytorium palestyńskiego, co mogłoby być punktem wyjścia do rozmów z Husajnem. 20 września 1970 dwieście czołgów syryjskich, oficjalnie obsługiwanych przez bojowników OWP, przekroczyło granicę syryjsko-jordańską, pomagając Palestyńczykom ponownie opanować Irbid i Adżlun.
Husajn po odparciu ataku z Syrii, polecił armii jordańskiej zlikwidować pozostałe jeszcze palestyńskie obozy zbrojne. Palestyńczycy nie mogli już liczyć na pomoc syryjską, gdyż w grudniu 1970 w Syrii doszło do zamachu stanu, po którym władzę w kraju objęły kręgi niechętne kontynuowania sporu z Jordanią. Syria przyjęła jedynie resztki rozbitych oddziałów palestyńskich a inni ocaleli bojówkarze palestyńscy znaleźli schronienie w Libanie. W odpowiedzi na zniszczenie palestyńskich oddziałów granice z Jordanią zamknęły Syria i Irak, zaś Algieria zawiesiła stosunki dyplomatyczne z Jordanią.
W wojnie arabsko-izraelskiej w 1973 roku Jordania w zasadzie nie uczestniczyła, poza jedną brygadą walczącą na terytorium Syrii. Z własnego terytorium Izraela nie atakowano. Po wybuchu pierwszej intifady król Jordanii zrzekł się w 1988 roku Zachodniego Brzegu na rzecz Palestyńczyków. W następnym roku król zgodził się na wybory parlamentarne i pozwolił na stopniową liberalizację kraju. W trakcie wojny w Zatoce Perskiej Jordania zachowała życzliwą neutralność w stosunku do Iraku, co pogorszyło jej stosunki z Zachodem i emiratami w Zatoce Perskiej. W 1992 roku powstał opozycyjny Islamski Front Działań, który choć politycznie związany był z Bractwem Muzułmańskim głosił hasła o profilu umiarkowanie islamskim, od czasu powstania, Front stanowi trzon opozycji antyrządowej. W 1994 roku zawarła pokój z Izraelem (stan wojny z tym krajem trwał formalnie od 1948 roku). Pięć lat później zmarł król Husajn, a nowym władcą Jordanii został jego syn Abd Allah. Nowy król zawarł w 2001 roku Układ o wolnym handlu z USA oraz w 2002 Układ o stowarzyszeniu z UE i prowadzi politykę przyjazną wobec Zachodu. Od wybuchu wojny w Iraku szyici zarzucają Jordanii stałe wspieranie sunnitów irackich. W dalszym ciągu system Jordanii nie jest demokratyczny, a część opozycji bojkotuje wybory ze względu na dyskryminację ludności palestyńskiej stanowiącej trzon opozycji. W styczniu 2011 roku doszło do ogólnokrajowych protestów. W 2014 roku Jordania włączyła się do międzynarodowej interwencji przeciwko Państwu Islamskiemu.

## Ustrój polityczny
Jordania jest monarchią konstytucyjną. Obecna ustawa zasadnicza została uchwalona 1 stycznia 1952 roku i była wielokrotnie zmieniana.
Król posiada szeroki zakres władzy wykonawczej i ustawodawczej. Aktualnie urzędującym władcą jest Abd Allah ibn Husajn. Zastąpił on swojego ojca Husajna, który zmarł w lutym 1999.
Władza ustawodawcza należy do dwuizbowego parlamentu. Wyższą izbą jest 75-osobowy senat którego wszyscy członkowie są mianowani bezpośrednio przez króla. Niższą izbą jest Izba Reprezentantów, w której 150 posłów wybieranych jest w sposób demokratyczny, w systemie proporcjonalnym z ogólnokrajowych list; pozostałych 108 z jednomandatowych okręgów wyborczych. Oprócz tego 15 miejsc zarezerwowanych jest wyłącznie dla kobiet.
Jordania posiada system wielopartyjny. Poprawka do konstytucji z lipca 2012 umieściła partie polityczne pod jurysdykcją Ministerstwa Spraw Wewnętrznych oraz zabroniła tworzenia ugrupowań o podłożu religijnym.
Ostatnie wybory parlamentarne odbyły się 23 stycznia 2013 roku. Zostały zbojkotowane przez opozycję (m.in. Bractwo Muzułmańskie) która zarzuciła władzy stworzenie ordynacji wyborczej korzystnej dla monarchy.

### Prawo
Jordański system prawny wywodzi się z prawa osmańskiego, prawa szariatu i Kodeksu Napoleona.
W Jordanii równolegle do sądów cywilnych istnieją sądy szariatu. Najwyższym organem jest Sąd Najwyższy oraz niższe od niego Sądy Apelacyjne. Sądy cywilne mają jurysdykcję w sprawach karnych i cywilnych a sądy szariatu dotyczą wyłącznie statusu osobowego muzułmanów (m.in. ślubów, rozwodów i dziedziczenia). Niewierzący oraz wyznający inną religie niż islam podlegają w tym zakresie osobnym trybunałom. W sprawach dotyczących stron o różnych religiach jurysdykcje sprawują sądy świeckie. W sądach szariatu zeznania dwóch kobiet są równe zeznaniom jednego mężczyzny.
Polityka zagraniczna

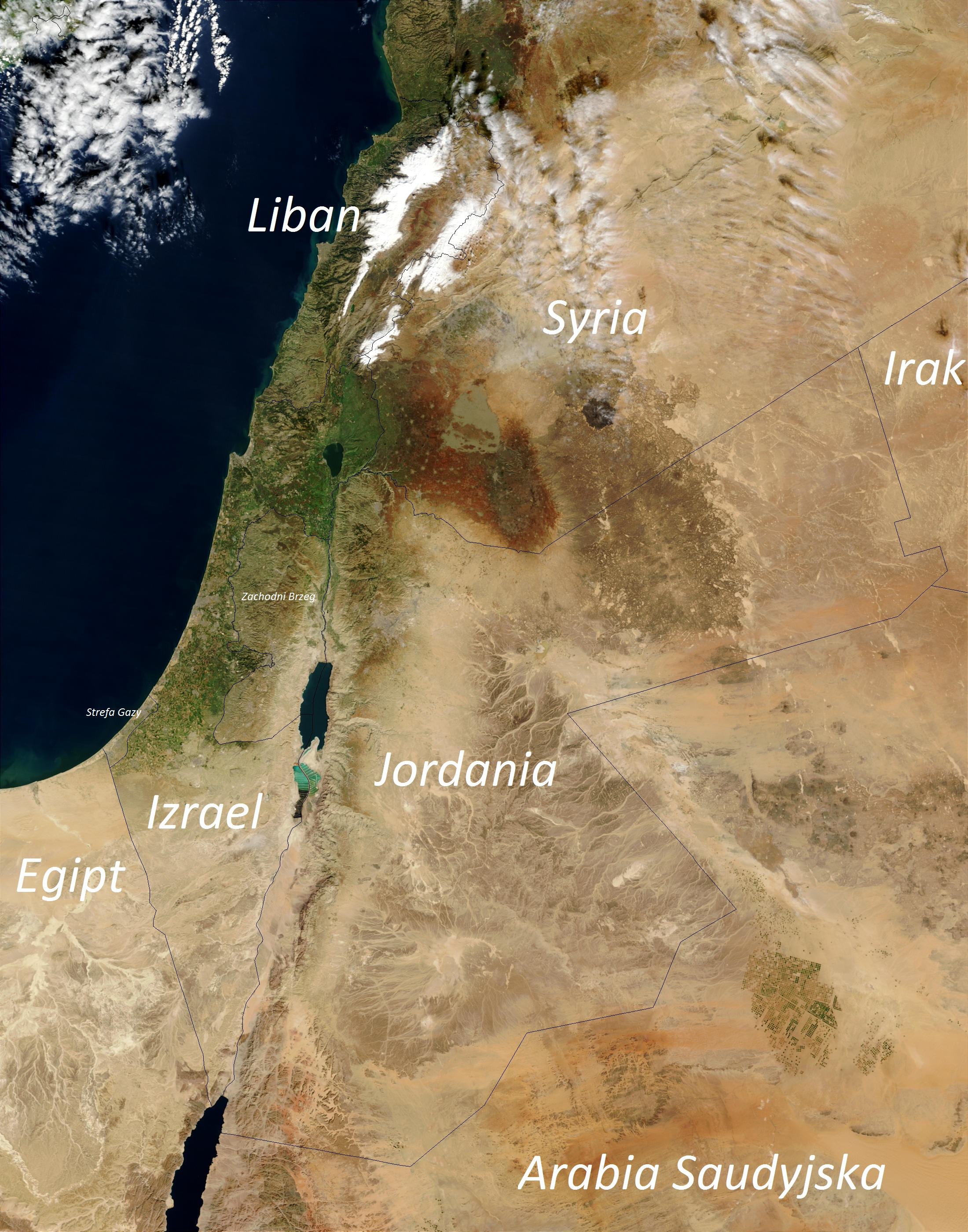
Zdjęcie satelitarne terytorium Jordanii

Jordania prowadzi pro-zachodnią politykę zagraniczną utrzymując bliskie stosunki ze Stanami Zjednoczonymi i Wielką Brytanią. Pogorszyły się one przez zachowanie neutralności i utrzymywanie kontaktów z Irakiem podczas pierwszej wojny w Zatoce Perskiej przez Jordanię. Próbowała one je poprawić poprzez udział w procesie pokojowym w południowo-zachodniej Azji i egzekwowaniu sankcji ONZ wobec Iraku. Stosunki między Jordanią a państwami Zatoki Perskiej uległy znacznej poprawie po śmierci króla Husajna w 1999 roku.
Jordania jest jednym z dwóch krajów arabskich (drugim jest Egipt) które podpisały traktat pokojowy z Izraelem. Od 2001 należy do państw objętych przez Europejską Politykę Sąsiedztwa prowadzoną przez Unię Europejską.

### Siły zbrojne
Jordania dysponuje trzema rodzajami sił zbrojnych: wojskami lądowymi, marynarką wojenną oraz siłami powietrznymi. Uzbrojenie sił lądowych Jordanii składało się w 2014 roku z: 1321 czołgów, 4,6 tys. opancerzonych pojazdów bojowych, 461 dział samobieżnych, 72 zestawów artylerii holowanej oraz 88 wieloprowadnicowych wyrzutni rakietowych. Marynarka wojenna Jordanii dysponowała w 2014 roku 27 okrętami obrony wybrzeża. Jordańskie siły powietrzne z kolei posiadały w 2014 roku uzbrojenie w postaci m.in. 74 myśliwców, 87 samolotów transportowych, 49 samolotów szkolno-bojowych, 107 śmigłowców oraz 24 śmigłowców szturmowych.
Wojska jordańskie w 2014 roku liczyły 110,7 tys. żołnierzy zawodowych oraz 65 tys. rezerwistów. Według rankingu Global Firepower (2014) jordańskie siły zbrojne stanowią 67. siłę militarną na świecie, z rocznym budżetem na cele obronne w wysokości 1,5 mld dolarów (USD).

### Podział administracyjny

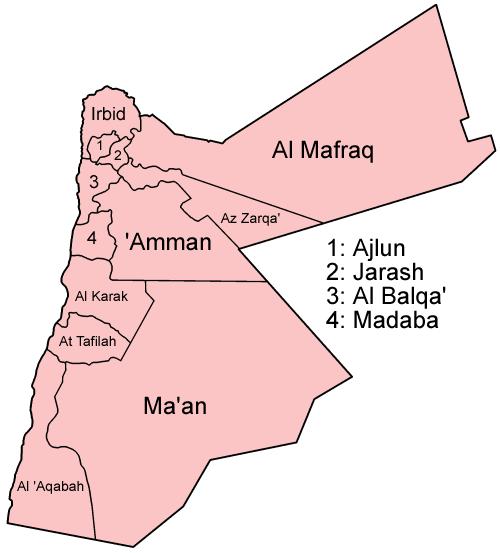
Podział Jordanii na muhafazahy

Jordania jest podzielona na dwanaście muhafaz i 52 nahia.
| Muhafaza              | Powierzchnia [km²] | Populacja (szac. 2006) | Gęstość zaludnienia [na km²] |
| --------------------- | ------------------ | ---------------------- | ---------------------------- |
| Adżlun                | 420                | 128 800                | 306,7                        |
| Akaba                 | 6900               | 117 600                | 17,0                         |
| Amman                 | 7579               | 2 172 800              | 286,7                        |
| Balka (Al-Balka)      | 1119               | 375 200                | 335,3                        |
| Dżarasz               | 410                | 168 000                | 409,7                        |
| Irbid                 | 1572               | 996 800                | 634,1                        |
| Karak (Al-Karak)      | 3495               | 218 400                | 62,5                         |
| Ma’an                 | 32 832             | 106 400                | 3,2                          |
| Madaba                | 940                | 140 000                | 148,9                        |
| Al-Mafrak (Al-Mafrak) | 26 541             | 263 200                | 9,9                          |
| At-Tafila (At-Tafila) | 2209               | 78 400                 | 35,5                         |
| Az-Zarka (Az-Zarka)   | 4761               | 834 400                | 175,3                        |

## Gospodarka
Oficjalną walutą Jordanii jest dinar jordański (JOD). Jest on powiązany z dolarem amerykańskim sztywnym kursem walutowym, który odpowiada 1$ = 0,709 JOD, czyli 1 JOD = 1,41044$.
Jordania została sklasyfikowana przez Bank Światowy jako kraj o średnio-wysokim dochodzie. Około 13% ludności żyje za mniej niż 3 USD dziennie.
Jordania posiada bogate złoża fosforytów eksploatowane w okolicach Al-Hasa i Ar-Rusajfa. Poza fosforytami wydobywa się sole potasowe, ropę naftową oraz rudy żelaza, miedzi i manganu. Dzięki temu rozwinęły się zakłady przetwórstwa ropy naftowej, hutnictwo żelaza, stali i metali nieżelaznych. Widoczny jest także rozwój przemysłu włókienniczego, odzieżowego i przetwórstwa spożywczego.
Rozwój rolnictwa jest w znacznym stopniu ograniczony, gdyż zaledwie 4,5% ziemi nadaje się pod uprawę. Uprawia się przede wszystkim pszenicę, jęczmień oraz ogórki, pomidory, figi, oliwki i winorośl. Na podobne trudności napotyka produkcja zwierzęca, gdyż pastwiska i łąki stanowią 8,9% powierzchni kraju. Nie pokrywa ono krajowego zapotrzebowania, przez co konieczny jest import żywności z innych państw.
Innymi problemami gospodarki są: wysoki deficyt budżetowy, ubóstwo, korupcja, drenaż mózgów i bezrobocie. Oficjalna stopa bezrobocia w 2012 wynosiła 13%. Część analityków uważa jednak, że w rzeczywistości jest to 25% osób w wieku produkcyjnym. Wśród młodzieży bezrobocie wynosi 30%.
Ze względu na niewielki wzrost gospodarczy, duży sektor publiczny oraz wysokie dotacje na energię i żywność, w Jordanii zazwyczaj odnotowuje się deficyt budżetowy. Jest on częściowo pokrywany przez pomoc międzynarodową.
Państwo jest największym pracodawcą w kraju, zatrudnia od 1/3 do 2/3 wszystkich pracujących.
W 2000 roku Jordania dołączyła do Światowej Organizacji Handlu oraz podpisała porozumienie z USA o wolnym handlu.
Jordania musiała wydać 500 milionów dolarów na pokrycie strat spowodowanych przez serię ataków na gazociągi w Egipcie w 2011 (potrzeba używania droższych paliw do wytwarzania energii elektrycznej).
W sierpniu 2012 Międzynarodowy Fundusz Walutowy przyznał Jordanii dwa miliardy dolarów pożyczki. W ramach umowy Jordania zobowiązała się do obniżenia wydatków. Dwa miesiące później, w listopadzie 2012 rząd obciął dotacje do paliwa, zwiększając tym samym jego cenę. Doprowadziło to do ogólnokrajowych protestów.
Całkowity dług zagraniczny Jordanii w 2012 r. wynosił 22 miliardy dolarów, co stanowiło 72% PKB. Pod koniec listopada 2012 deficyt budżetowy szacowany był na 3 miliardy dolarów (11% PKB). Stopa inflacji w pierwszej połowie 2014 wynosiła 3,18%.
Odsetek wykwalifikowanych pracowników w Jordanii jest jednym z najwyższych w regionie. Rolnictwo stanowiło ok. 40% PKB na początku lat 50. XX wieku. W przededniu wojny sześciodniowej w czerwcu 1967 roku, było to 17%, a w połowie 1980 6%.

### Zasoby naturalne
Złoża fosforanowe w południowej Jordanii czynią ją jednym z największych producentów i eksporterów tego minerału na świecie. Zostały one odkryte przez Amina Kamela Kawara w 1935 roku w Ar-Rusajfa (ok. 15 km na północ od Ammanu).
Planowana jest budowa elektrowni atomowej, składającej się z dwóch bloków o mocy 2 GW.

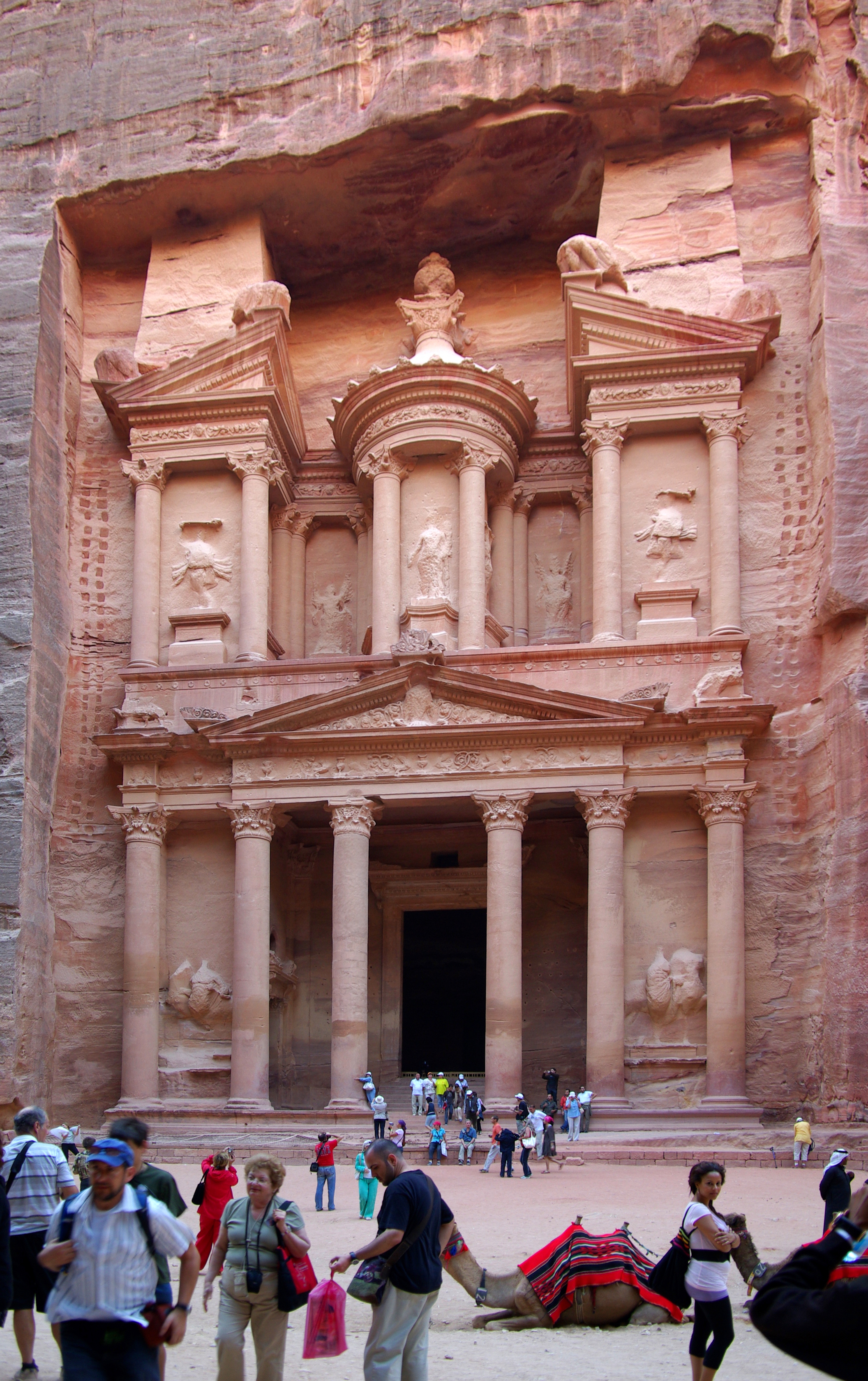
Petra należy do nowych siedmiu cudów świata

W 1987 odkryto złoża gazu ziemnego wynoszące ok. 270 miliardów metrów sześciennych. Pole Risha w pobliżu granicy z Irakiem produkuje 10 mln m³ gazu dziennie. Jest on wysyłany do pobliskiej elektrowni i pokrywa ok. 10% zapotrzebowania na energię elektryczną Jordanii.

### Turystyka
Turystyka stanowi 10–12% produktu narodowego brutto w 2006 roku. W 2010 roku Jordanię odwiedziło 8 milionów osób. Przychody z turystyki wyniosły w tym samym roku 3,4 miliarda dolarów lub jeśli wliczyć turystykę medyczną 4,4 miliarda dolarów.
Jordania posiada światowej klasy obiekty historyczne i kulturalne (m.in. Petra, Dżarasz) oraz wysoko rozwiniętą bazę turystyczną. Głównym ośrodkiem turystycznym jest Akaba, położona nad wybrzeżem Morza Czerwonego.
W Jordanii wyznaczone są liczne rezerwaty przyrody, spośród których największym jest Dana. Turystyka religijna koncentruje się głównie ku górze Nebo oraz miejscowości Madaba.
W 2008 roku około 35 tysięcy turystów i pielgrzymów z Polski odwiedziło Jordanię.

### Transport
Jordania posiada dobrze rozwiniętą infrastrukturę transportową.
W Jordanii znajdują się trzy międzynarodowe lotniska. Dwa położone są w pobliżu stolicy kraju – Ammanu a trzecie w Akabie.
Narodowymi przewoźnikiem jest Royal Jordanian, mający siedzibę w porcie lotniczym Amman (Queen Alia International Airport).

## Współpraca międzynarodowa
Polska  16 listopada 1977 roku podpisała w Ammanie "umowę między Rządem Polskiej Rzeczypospolitej Ludowej a Rządem Haszymidzkiego Królestwa Jordanii o współpracy kulturalnej i naukowej".

## Demografia

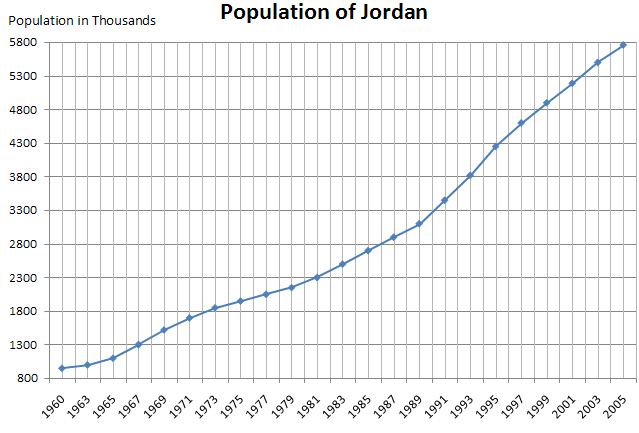
Populacja Jordanii w latach 1960–2005

W 2012 Jordania miała 6,388 mln mieszkańców.
Społeczeństwo Jordanii jest bardzo młode (ok. 35,8% ludności to osoby poniżej 15 lat), co jest rezultatem dość wysoko rozwiniętej służby zdrowia (średnia długość życia: 72 lata) oraz powszechnej wielodzietności. Wyższy poziom życia w mieście powoduje migracje (82,7% ludności żyje w miastach) oraz masowe powstawania dzielnic biedy. Szkolnictwo podstawowe obejmuje w zasadzie całe społeczeństwo, istnieje 20 państwowych i prywatnych szkół wyższych. Stosunkowo wielu Jordańczyków studiuje za granicą.
Analfabetyzm w Jordanii wynosi 3%. W kraju znajduje się (stan na 2010) 10 uniwersytetów publicznych i 16 prywatnych.

### Grupy etniczne
Najbardziej liczne grupy narodowe i etniczne zamieszkałe na terenie Jordanii
- Arabowie – 98%,
- Czerkiesi – 1%

- Ormianie – 1%

### Religia
Struktura religijna kraju w 2010 roku:
- islam – 97,2% (95% wyznaje islam sunnicki)
- chrześcijaństwo – 2,2% (po wojnie w Iraku populacja chrześcijan wzrosła w związku z imigracją tamtejszych chrześcijan, prześladowanych po upadku dyktatury Saddama Husajna)
  - prawosławie – 1,5%
  - katolicyzm – 0,4% (Kościół katolicki obrządku ormiańskiego, Kościół chaldejski, Kościół łaciński, Kościół katolicki obrządku syryjskiego, Kościół melchicki)
  - protestantyzm – 0,3%
- buddyzm – 0,4%
- pozostali – 0,3%

## Kultura
Religia i tradycja odgrywają ważną rolę dla współczesnego społeczeństwa Jordanii. Jordańczycy żyją w dość tradycyjnym społeczeństwie, które jest stale pod większym wpływem globalizacji. Jordania jest uznawana za jeden z najbardziej kosmopolitycznych krajów w świecie arabskim.
Według amerykańskiego think tanku Center for Strategic Studies, 90% jordańskich muzułmanów opisuje siebie jako „religijnych” lub „dość religijnych”, 52% Jordańczyków wyraża opinie iż praktyki religijne, tak jak sprawy prywatne należy oddzielić od życia społecznego i politycznego.
Latem odbywa się międzynarodowy festiwal muzyki arabskiej Jerash Festival.
Święto niepodległości przypada 25 maja. Dniem wolnym od pracy jest piątek.